# John Avire
John Avire (12 marzo 1997) è un calciatore keniota, attaccante dell'Al-Sekka Al-Hadid e della nazionale keniota.

## Caratteristiche tecniche
È un centravanti.

## Carriera

### Club
Ha giocato nella prima divisione keniota ed in quella egiziana.

### Nazionale
Ha esordito con la nazionale keniota il 7 luglio 2019 disputando l'amichevole vinta 1-0 contro il Madagascar.
È stato convocato per disputare la Coppa d'Africa 2019.